# Nuria Mallena
Nuria Mallena de son vrai nom Nuria Mallena Saraiva do Amaral, (née le 10 juillet 1978), est une chanteuse, compositrice et écrivaine brésilienne.

## Biographie
Nuria Mallena est née à Ouricuri, dans l'arrière-pays de l'État de Pernambouc, au Brésil. À l'âge de 10 ans, elle commence à composer, à la guitare, et à chanter ses premiers morceaux. À 15 ans, elle joue dans plusieurs Festivals de Musique du Nord-Est. Quelques années plus tard, elle emménage à Rio de Janeiro, où elle étudie dans le Conservatoire Villa-Lobos et réunit des amis dans des projets de concerts partout dans le pays.
Son œuvre la plus connue du grand public, Quando Assim, sort en 2011 dans la telenovela Cordel Encantado, de la Rede Globo, succès de l'époque. Pour des productions de la même chaîne, elle sort aussi les morceaux Oração, dans Justiça (2016) et Minha Mãe, dans Amor de Mãe (2019). Elle participe à des émissions Programa Som Brasil et de la production Jovens Tardes,.
En 2012 elle sort son premier album, Nu, produit par la Biscoito Fino.
En 2014 elle sort l'album Nuria Mallena, produit par Álvaro Alencar et Christiaan Oyens.
En 2015 elle part vivre à Lisbonne, où elle compose Ouro Verde pour la série primée Ouro Verde (2017), de la TVI (Portugal), diffusée en France et en Belgique sous le titre Le Prix de la Trahison. En 2017, elle publie son premier recueil de contes, Poeira de Areia.

## Discographie

### 2011:Cordel Encantado(bande originale)
3. Quando assim (Nuria Mallena)

### 2012:Nu
1. Quando assim (Nuria Mallena)
2. Na beira (Nuria Mallena)
3. Cheiro de chuva (Nuria Mallena)
4. Tocar você (Nuria Mallena)
5. Meu sim (Nuria Mallena)
6. Zé (Nuria Mallena)
7. Solo em companhia (Nuria Mallena, Daniel Chaudon)
8. Pra quê (Nuria Mallena, Luís Kiari, Naná Karabachian)
9. Sem hora (Nuria Mallena, Naná Karabachian, Daniel Chaudon)
10. Da porta (Nuria Mallena, Luís Kiari)
11. Meu chão (Nuria Mallena)
12. Quando assim (Nuria Mallena)

### 2014:Nuria Mallena
1. A Louca e a Bicicleta (Nuria Mallena)
2. Provocar (Nuria Mallena)
3. Escolha (Nuria Mallena)
4. Cheiro de Chuva (Nuria Mallena)
5. Assim (Nuria Mallena)
6. Escuso (Nuria Mallena)
7. Esse Tanto (Nuria Mallena, Fernanda Dias)
8. Da Porta (Nuria Mallena, Luís Kiari)
9. Saia (Nuria Mallena)
10. Vem (Nuria Mallena, Christiaan Oyens)
11. Oração (Nuria Mallena)

### 2014:Jovens Tardes(bande originale)
8. Escolha (Nuria Mallena)
18. Tempo Perdido  (Renato Russo)

### 2017:Ouro Verde(bande originale)
20. Ouro Verde (Nuria Mallena)